# Help!: A Day in the Life
Help!: A Day in the Life es un álbum recopilatorio de varios artistas británicos y canadienses publicado con fines benéficos en 2005.

## Producción
El álbum fue producido por la organización benéfica War Child, coincidiendo con el décimo aniversario de la publicación de The Help Album, el primer disco producido por dicha organización cuya recaudación fue empleada a beneficio de los niños víctimas de la guerra en la antigua Yugoslavia. El nombre del álbum se formó al unir los títulos de las canciones de The Beatles, "Help!" y "A Day in the Life". Las diferentes bandas se reunieron el 8 de septiembre de 2005 para grabar el álbum, que se publicó el día siguiente, consiguiendo así en uno de los discos más rápidamente publicados. El 14 de septiembre de 2005, cinco días después de su publicación, el álbum batió el récord de descargas digitales.
El álbum contó con la colaboración de importantes bandas como Radiohead y Manic Street Preachers, que ya participaron en el primer álbum. Keane interpretó el tema "Goodbye Yellow Brick Road" de Elton John. El grupo Coldplay se unió al proyecto en el último minuto con "How You See the World No. 2". El cantante y activista afro-canadiense Emmanuel Jal, que en su infancia fue niño soldado en Sudán interpretó la canción "Gua".
War Child Canadá publicó su propia versión del álbum el 26 de septiembre de 2005 incluyendo artistas canadienses como Sam Roberts, The Dears y Buck 65. Emily Haines y James Shaw de la banda Metric interpretaron una versión del tema de Bob Dylan "Don't Think Twice It's Alright".

## Lista de canciones
Edición británica
1. "How You See the World No. 2" – Coldplay
2. "Kirby's House" – Razorlight
3. "I Want None of This" – Radiohead
4. "Goodbye Yellow Brick Road" – Keane con Faultline
5. "Gua" – Emmanuel Jal
6. "Hong Kong" – Gorillaz
7. "Leviathan" – Manic Street Preachers
8. "I Heard It Through the Grapevine" – Kaiser Chiefs
9. "Cross-Eyed Bear" – Damien Rice
10. "Gone Are the Days" – The Magic Numbers
11. "Cler Achel" – Tinariwen
12. "It Was Nothing" – The Coral
13. "Mars Needs Women" – Mylo
14. "Wasteland" – Maxïmo Park
15. "Snowball" – Elbow
16. "The Present" – Bloc Party
17. "Help Me Please" – Hard-Fi
18. "Phantom Broadcast" – The Go! Team
19. "From Bollywood to Battersea" – Babyshambles
20. "Happy Christmas, War Is Over" – Boy George y Anohni

Edición para descarga digital
1. "I Want None of This" – Radiohead
2. "It Was Nothing" – The Coral
3. "Hello Conscience" – The Zutons
4. "Snowball" – Elbow
5. "Gone Are the Days" – The Magic Numbers
6. "Wasteland" – Maxïmo Park
7. "Phantom Broadcast" – The Go! Team
8. "Gua" – Emmanuel Jal
9. "Goodbye Yellow Brick Road" – Keane con Faultline
10. "I Heard It Through the Grapevine" – Kaiser Chiefs
11. "The Present" – Bloc Party
12. "Help Me Please" – Hard-Fi
13. "Eighth Station of the Cross Kebab House" – Belle and Sebastian
14. "Cler Archel" – Tinariwen
15. "Happy Xmas (War Is Over)" – Boy George y Anohni
16. "Hong Kong" – Gorillaz
17. "From Bollywood to Battersea" – Babyshambles
18. "Leviathan" – Manic Street Preachers
19. "Kirby's House" – Razorlight
20. "Cross-Eyed Bear" – Damien Rice
21. "Mars Needs Women" – Mylo
22. "How You See the World No. 2" – Coldplay

Edición canadiense
1. "How You See the World No. 2" – Coldplay
2. "Missing" – City and Colour
3. "Hong Kong" – Gorillaz
4. "I Want None of This" – Radiohead
5. "Magic on My Mind" – Sam Roberts
6. "Stand Alone" – Bedouin Soundclash
7. "Utilities" – The Weakerthans
8. "Ballad of Humankindness" – The Dears
9. "Cross-Eyed Bear" – Damien Rice
10. "Goodbye Yellow Brick Road" – Keane con Faultline
11. "At the Angels Feet" – Payolas
12. "I Heard It Through the Grapevine" – Kaiser Chiefs
13. "Spooked" – Buck 65
14. "Get It Right" – Jets Overhead
15. "Surrender" – Surefire
16. "The Present" – Bloc Party
17. "Don't Think Twice It's Alright" – Emily Haines y James Shaw de Metric
18. "Lebo's River – A Tribute" – Raine Maida & Chantal Kreviazuk